# Spinogonium decoratum
Spinogonium decoratum is een pissebed uit de familie Paramunnidae. De wetenschappelijke naam van de soort is voor het eerst geldig gepubliceerd in 2009 door Michitaka Shimomura.